# Tarnaméra
Tarnaméra est un village et une commune du comitat de Heves en Hongrie. Gyöngyös.